# Cruceros del Camino de Santiago

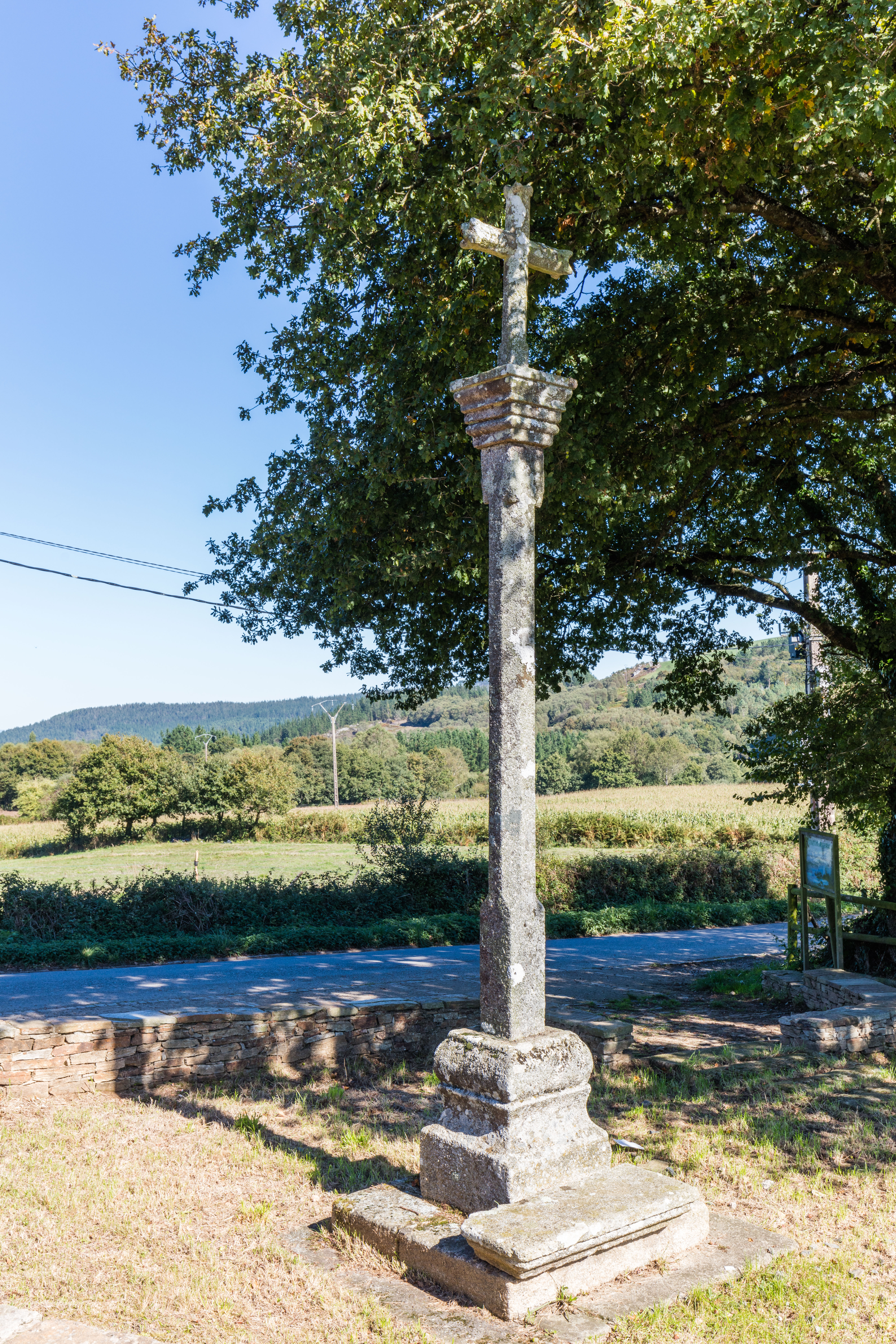
Crucero en el Camino de Santiago, Lugo, España.

El más relevante de los vínculos históricos y culturales que, desde la Edad Media, mantiene España con el resto de Europa es el Camino de Santiago. Una ruta de fe y civilización que es seña de identidad de la Cultura occidental y Patrimonio de toda la Humanidad. El proceso histórico desarrollado con las peregrinaciones jacobeas engloba amplias áreas del conocimiento y la cultura, pero también elementos propios de la etnografía y la cultura popular íntimamente vinculados con la religiosidad tradicional de España. Uno de estos elementos que se repiten en todo el paisaje a la vera del Camino de Santiago y en sus encrucijadas, es el crucero. El anverso está dedicado al Crucificado y el reverso, en la mayoría de los casos, está ocupado por una imagen de la Virgen María. En algún caso, como en San Paio de Sabugueira, Lavacolla, la iconografía de María es la de la Dolorosa. También puede tener una Piedad, como en el caso de Lameiros. Los cruceros son elementos devocionales integrados en el paisaje y en la cultura popular de la región que atraviesa el camino. Se encuentran en medio de los núcleos de población, encrucijadas, cementerios, atrios y bordes de caminos. 
El marco natural en el que se insertan habla por sí mismo del permanente sentimiento supranatural que rodea la vida tradicional del campo. La belleza de tan significativos elementos etnográficos corresponde a su fijacíon tipológica y estilística bajo el prisma de la tradición barroca, ya que la mayor parte de ellos se levantaron entre los siglos XVII-XIX, aunque no faltan pieza medievales, como el de Melide, con Cristo Salvador en el anverso, influencia del tímpano del Pórtico de la Gloria del Maestro Mateo.